# Паре (горы)
Паре — горы на северо-востоке Танзании. Горы являются самой северной частью Восточного рифта на территории Танзании и расположены северо-западнее гор Усамбара.

## Физико-географическая характеристика
Горы Паре состоят из двух частей: Норт-Паре, или северные Паре, и Саут-Паре, или южные Паре.
Норт-Паре лежат в 35 км к юго-юго-востоку от Килиманджаро. Высота гор колеблется в интервале от 500 до 2113 метров. В основном в горах расположены фермы, а большая часть лесов вырублена или заменена привезёнными растениями. Охраной территории занимается три лесных резервата, ещё в трёх местах запланировано их создание. Общая площадь лесов достигает 74 км².
Саут-Паре лежат юго восточнее северной части гор. От гор Усамбара, а именно Вест-Усамбара, они отделены 20 км коридором — долиной реки Мкомази, в которую стекают основные водные ресурсы гор, и которая свою очередь является притоком реки Пангани. Эта часть гор выше северной и достигает 2462 метров на пике Шенгена (англ. Shengena Peak). Здесь находится 11 лесных резерватов, ещё 5 запланировано. Общая площадь лесов достигает 271 км².

## Флора и фауна
Из-за активной деятельности человека растительный и животный мир гор достаточно скуден. В засушливые сезоны очень большой урон растительному и животному миру составляют пожары.
В северной части гор представлено 54 вида лесных птиц, самыми редкими из которых являются Accipiter ovampensis, Otus scops и Indicator meliphilus. Здесь растут сухие леса и кустарники, обычными видами являются Prunus africana, Albizia gummifera, Newtonia buchananii.
В южной части гор особенным вниманием специалистов пользуется лесной резерват Хром (англ. Chome Forest Reserve), в котором находится самая высокая точка гор. В резервате обитает эндемик гор, птица Zosterops winifredae, а также Sheppardia sharpei и Orthotomus metopias, для которых резерват является самым северным местом обитания.

## Деятельность человека
На горах живёт народ паре. В прошлом они занимались добычей железа в горах и торговали им. Товар был сильно востребован, в основном его покупал народ чага. В настоящее время горы принадлежат области Килиманджаро. На территории северной части в 40 деревнях проживает более 56 тысяч жителей, в то время как южная часть гор является домом для 94 тысяч жителей, проживающих в 49 деревнях.
В горах часто случается незаконная вырубка леса для дров и на продажу, в южной части произрастают деревья ценных пород, и выпас скота.